# AKB和××！
《AKB和××！》（日語：AKBと××！）是讀賣電視台的綜藝節目，2010年7月13日至2016年3月23日播出，是以高清製作的節目。

## 概要
節目是AKB48在關西地方的首個冠名節目。內容主要圍繞AKB與××的事情，而××就是指那些與AKB一起的人和事。節目最初以AKB48成員與關西事物的點滴為主，後來在2011年4月21日第10集開始，改為由AKB48、SKE48和NMB48相互競爭。

### ××選拔成員
2011年4月之後，AKB48、SKE48、NMB48的××選抜成員出演。分組對決AKB48是白色、SKE48是粉紅色、NMB48是淺藍色的戴著領帶。
2011年度
- AKB48 - 大家志津香、小森美果、宮崎美穗
- SKE48 - 高柳明音、向田茉夏、木本花音
- NMB48 - 山本彩、渡邊美優紀、木下春奈

2012年度
- AKB48 - 峯岸みなみ[2]、川榮李奈、山内鈴蘭、佐佐木優佳里
- SKE48 - 加藤るみ、須田亞香里、矢方美紀
- NMB48 - 山本彩、渡邊美優紀、與儀凱拉

### 其他演出者
- AKB48 - 岩佐美咲、小嶋陽菜、高城亞樹、高橋みなみ、前田亞美、藤江れいな、峯岸みなみ、横山由依、柏木由紀、北原里英、渡邊麻友、島田晴香、竹内美宥
- SKE48 - 小木曾汐莉、金子栞、松井珠理奈、宮澤佐江
- NMB48 - 小笠原茉由、近藤里奈、白間美瑠、吉田朱里、島田玲奈、市川美織
- HKT48 - 兒玉遥、松岡菜摘、村重杏奈、多田愛佳、指原莉乃
- 藝人軍團 - 井戶田潤（スピードワゴン）、入江慎也（富士山跆拳）、パンチ浜崎（ザ・パンチ）、赤枝卓（オバアチャン）
- 其他 - 野呂佳代、川藤幸三、嘉門達夫、小林劍道、たむらけんじ、キダ・タロー等

### 過去的出演者
- AKB48 - 前田敦子、增田有華、秋元才加、板野友美、大島優子、河西智美、篠田麻里子、片山陽加、佐藤亞美菜、菊地あやか、仁藤萌乃、倉持明日香
- SKE48 - 松井玲奈
- NMB48 - 城惠理子、山田菜菜

### 播放目錄
時間無記載通常在25:08－26:08播放。

## DVD
|    | 發售日         | 名稱                       | 品番      | 發售形式                                                                   | 收錄內容                        |
| -- | -------------- | -------------------------- | --------- | -------------------------------------------------------------------------- | ------------------------------- |
| 1  | 2010年11月27日 | AKBと××! 1                 | AKB-X0001 | 2枚組。封入特典：隨機生寫真×5枚組                                          | 第1,2回+特典映像                |
| 2  | 2011年4月23日  | AKBと××! 2                 | AKB-X0002 | 2枚組。封入特典：隨機生寫真×5枚組                                          | 第3,4回+特典映像                |
| 3  | 2011年6月18日  | AKBと××! 3                 | AKB-X0003 | 2枚組。封入特典：隨機生寫真×5枚組                                          | 第5,6回+特典映像                |
| 4  | 2011年7月30日  | AKBと××! 4                 | AKB-X0004 | 2枚組。封入特典：隨機生寫真×5枚組                                          | 第7,8,9回+特典映像              |
| 5  | 2011年10月1日  | AKBと××! 5                 | AKB-X0005 | 2枚組。封入特典：隨機生寫真×5枚組                                          | 第10,11回+特典映像              |
| 6  | 2011年11月19日 | AKBと××! 6                 | AKB-X0006 | 2枚組。封入特典：隨機生寫真×5枚組                                          | 第12,13回+特典映像              |
| 7  | 2011年12月13日 | AKBと××! 7                 | AKB-X0007 | 2枚組。封入特典：隨機生寫真×5枚組                                          | 第14,15回+特典映像              |
| 8  | 2012年3月17日  | AKBと××! 8                 | AKB-X0008 | 2枚組。封入特典：隨機生寫真×5枚組                                          | 第16,17回+特典映像              |
| 9  | 2012年5月12日  | AKBと××! 9                 | AKB-X0009 | 2枚組。封入特典：隨機生寫真×5枚組                                          | 第18,19回+特典映像              |
| 10 | 2012年7月21日  | AKBと××! 10                | AKB-X0010 | 2枚組。封入特典：隨機生寫真×5枚組                                          | 第20,21回+特典映像              |
| 11 | 2012年9月22日  | AKBと××! STAGE2-1          | AKB-X0011 | 2枚組。封入特典：隨機生寫真×5枚組                                          | 第22,23回+特典映像              |
| 12 | 2012年11月17日 | AKBと××! STAGE2-2          | AKB-X0012 | 2枚組。封入特典：隨機生寫真×5枚組                                          | 第24,25回+特典映像              |
| 13 | 2013年1月19日  | AKBと××! STAGE2-3          | AKB-X0013 | 2枚組。封入特典：隨機生寫真×5枚組                                          | 第26,29回+特典映像              |
| 14 | 2013年1月19日  | AKBと××! 特別版 ×× in ASIA | AKB-XS001 | 【Disc枚数】 ・3枚組 【封入特典】 ・隨機生写真×5枚組 ・特製8枚組明信片BOOK | 第27,28回+特典映像+未公開映像集 |

## 播放電視台
| 播放地區 | 播放電視台 | 系列             | 播放時間             | 備註   |
| -------- | ---------- | ---------------- | -------------------- | ------ |
| 廣域放送 | 讀賣電視台 | 日本電視網協議會 | 星期四 25:08 - 26:08 | 制作局 |

其他的日本電視台系列局等也不定期播放。
過去播放電視台
- 長崎国際電視台：2011年10月4日－2012年3月27日（每週播放，事實上是集中播放）

## 外部連結
- YTV「AKB和××！」（页面存档备份，存于）